# 어깨위팔근육
어깨위팔근육(scapulohumeral muscles) 또는 견갑상완근육(肩胛上腕筋肉)은 위팔뼈를 어깨뼈와 연결하는 일곱 개의 근육이다. 이들은 인체에서 어깨관절을 안정하게 하는 역할을 한다.
어깨위팔근육에 속하는 근육들은 다음과 같다.
- 부리위팔근
- 어깨세모근
- 돌림근띠 근육

- 가시아래근
- 어깨밑근
- 가시위근
- 작은원근

- 큰원근

## 같이 보기
위팔뼈에 붙어 팔의 회전과 안정성에 관여하는 다른 근육들은 다음과 같다.
- 넓은등근
- 큰가슴근